# 8061 Gaudium
8061 Gaudium eller 1975 UF är en asteroid i huvudbältet som upptäcktes den 27 oktober 1975 av den Schweiziska astronomen Paul Wild vid Observatorium Zimmerwald. Den har fått sitt namn efter det latinska ordet gör Glädje.
Asteroiden har en diameter på ungefär 9 kilometer och den tillhör asteroidgruppen Themis.